# François-Xavier van der Straten-Waillet
François-Xavier Georges Joseph Marie Ghislain baron van der Straten-Waillet (Antwerpen, 22 januari 1910 - Sint-Lambrechts-Woluwe, 15 februari 1998) was een Belgisch politicus voor de CVP.

## Levensloop
Van der Straten-Waillet was een zoon van baron Alphonse van der Straten-Waillet (1884-1964), burgemeester van Westmalle, en van Irène Bosschaert de Bouwel (1885-1971). Hij trouwde met Marie-Thérèse Moretus Plantin de Bouchout (1912-2004) en ze kregen zes kinderen.
Hij promoveerde tot doctor in de rechten (1932) aan de Katholieke Universiteit Leuven en werd directeur bij het VKW.
Hij werd in 1946 verkozen tot volksvertegenwoordiger voor de CVP in het arrondissement Antwerpen en vervulde dit mandaat tot in 1952. Hij was voorzitter van de CVP in 1949-1950.
Hij was minister van buitenlandse handel (1947-1948) en van volksgezondheid en gezin (1948-1949). Na 1952 werd hij 
- buitengewoon en gevolmachtigd ambassadeur in Buenos Aires (1952-1955);
- buitengewoon en gevolmachtigd ambassadeur in Den Haag (1955-1966);
- directeur-generaal van de politiek op het Ministerie van buitenlandse zaken (1966-1969);
- ambassadeur in Rome (1969-1975).

## Publicaties
- Le statut de la propriété, in: Revue Générale, 1937.
- La fonction sociale de la noblesse dans la société d'aujourd'hui, in: Revue Générale, 1938.
- De la consultation populaire aux élections, in: Revue Générale de Belgique, 1950.